# Kleptochthonius daemonius
Espèce
Kleptochthonius daemonius est une espèce de pseudoscorpions de la famille des Chthoniidae.

## Distribution
Cette espèce est endémique du Tennessee aux États-Unis. Elle se rencontre dans la grotte McElroy Cave dans le comté de Van Buren.

## Description
Le mâle holotype mesure 2,41 mm et la femelle paratype 2,33 mm, les mâles mesurent de 2,31 à 2,64 mm et les femelles de 2,33 à 2,64 mm.

## Publication originale
- Muchmore, 1965 : North American cave pseudoscorpions of the genus Kleptochthonius, subgenus Chamberlinochthonius (Chelonethida, Chthoniidae). American Museum Novitates, no 2234, p. 1-27 (texte intégral).